# Callaincyrtus
Callaincyrtus is een geslacht van vliesvleugeligen uit de familie Encyrtidae. De wetenschappelijke naam van dit geslacht is voor het eerst geldig gepubliceerd in 1979 door Prinsloo & Annecke.

## Soorten
Het geslacht Callaincyrtus is monotypisch en omvat slechts de volgende soort:
- Callaincyrtus decorus Prinsloo & Annecke, 1979